# Kosuli

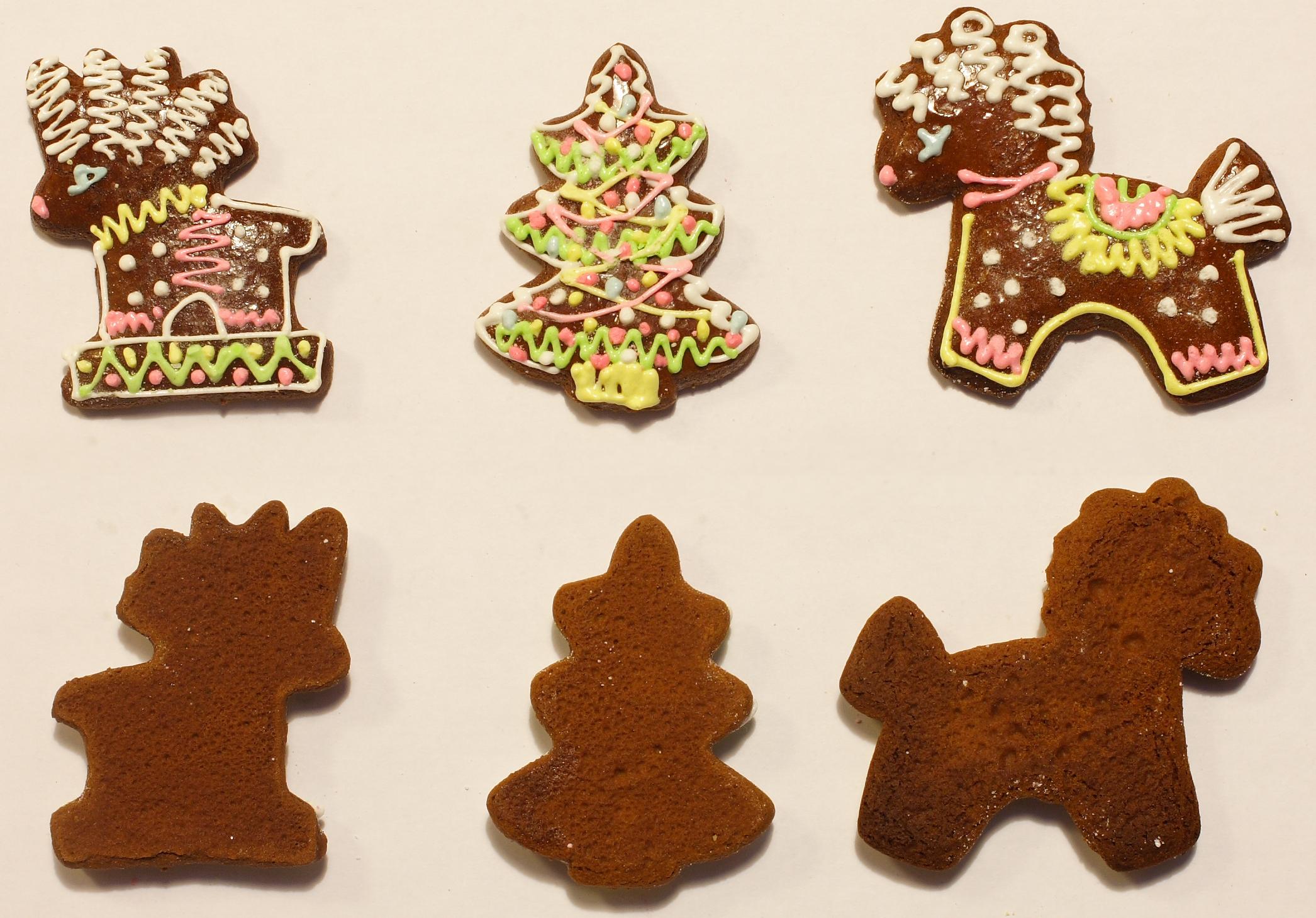
Kosuli

Kosuli (russisch Козули, auch Kozuli) sind gebackene Figuren aus Teig. Kosuli waren ursprünglich eine Delikatesse der Pomoren (Einwohner der Provinz Archangelsk), die sie nur zu Weihnachten herstellten. Gegenwärtig werden in den Regionen Archangelsk und Murmansk sowie im Ural hergestellt. Kosuli sind eine Art von Lebkuchen; auch von Kindern als Spielzeug benutzt.
Der Name Kosuli ist von „Locke“, „Schlange“ abgeleitet.

## Bräuche und Legenden
Kosuli symbolisieren alle Tiere, die um das Baby in der Weihnachtskrippe stehen. Im Norden werden sie traditionell zu Weihnachten gebacken.
Die Figuren aus Ziegen, Widdern und Kühen symbolisierten „himmlische Herden“ - Wolken.
Gegenwärtig sind Kosuli in den Regionen Archangelsk und Murmansk (zum Beispiel im Dorf Warsuga) verbreitet. Hier gelten die Kosuli als Wahrzeichen der Pomorje. Kosuli werden traditionell in diesen Gebieten für die Neujahrsfeiertage gebacken - für die Feiertage von Koljada und Weihnachten. Kosuli werden auch für Einweihungspartys, Hochzeiten und Geburt eines Kindes geschenkt - laut Überlieferung schützen Kosuli im Haus vor bösen Geistern. Daher werden Kosuli nicht sofort aufgegessen und auf keinen Fall sofort weggeworfen.
Die Tradition der Herstellung von Kosuli in Pomorje wurde von den Bewohnern des Urals übernommen. Im Ural wurden Kosuli ebenfalls zu Weihnachten hergestellt. Hier wurden Kosuli in Form von Rentieren, Katzen (eine Katze galt auch als Symbol des Hauses), Engeln, Weihnachtsbäumen und Häusern hergestellt und gebacken. Fertige gebackene Figuren schmückten einen Weihnachtsbaum.

## Fertigung
Kosuli werden aus speziell zubereitetem Teig hergestellt. Die Figuren werden mit einem Messer aus dem Teig herausgeschnitten und mit Glasur bemalt. Teigscheiben werden zu verschiedenen Tieren geformt - Ziegen, Hirsche, Lämmer und Kühe. Die hergestellten Figuren werden in einem Ofen gebacken. Kosuli gelten auch als regionale Sorte des russischen Lebkuchens.
Die Rezepte für den Teig sind sehr vielfältig und viele Familien haben ihre eigenen Rezepte für die Herstellung von Teig, die seit Jahrzehnten in Familien aufbewahrt werden.